# (36831) 2000 SD101
2000 SD101 (asteroide 36831) é um asteroide da cintura principal. Possui uma excentricidade de 0.10515390 e uma inclinação de 12.81891º.
Este asteroide foi descoberto no dia 23 de setembro de 2000 por LINEAR em Socorro.